# Estación de Anáhuac (Metrorrey)
La estación Anáhuac (también conocida como Metro Anáhuac) es una estación del Metro de Monterrey. Está ubicada al norte de Avenida Universidad en la Ciudad de San Nicolás de los Garza. La estación fue abierta al público el 1 de octubre de 2008. Funcionó como terminal provisional de la línea 2 durante un mes, esto debido a que los trabajos de reforzamiento del viaducto elevado de la línea no habían concluido aún hasta la terminal Sendero, sin embargo existían las condiciones para brindar el servicio en la estación.
La estación se llama así por estar situada en la colonia Anáhuac en la Ciudad de San Nicolás de los Garza. El nombre Anáhuac en náhuatl significa Cerca del agua o del mar. El icono de esta estación está representado por la silueta de una torre la cual está ubicada en la colonia Anáhuac sector oriente de San Nicolás de los Garza en Nuevo Leon.
Permaneció cerrada desde la noche del 5 de diciembre de 2022, esto derivado de la clausura del tramo elevado de la línea 2 tras encontrar diversos daños estructurales en los capiteles del mismo. El servicio fue reanudado el 11 de octubre de 2023 a las 10:30 de la noche, tras su reapertura funcionó durante un mes como terminal provisional.